# Ross Robinson
Ross Robinson (Barstow, 13 febbraio 1967) è un produttore discografico statunitense che ha lavorato per importanti band come Korn, Deftones, Limp Bizkit, Machine Head, Slipknot, Sepultura e altri.
Ross è stato definito "Il Padrino del Nu Metal". Infatti è il primo produttore di musica nu metal, quando, nel 1994, ha prodotto l'album d'esordio dei Korn omonimo e la ghost track di quello dei Deftones, Adrenaline (1995), ha inoltre prodotto i lavori di molti gruppi di genere come Limp Bizkit, Soulfly, Amen, Cold, Snot e Slipknot. Robinson ha avuto inoltre successo nel post-hardcore, producendo molti album degli At the Drive-In, come per i Glassjaw, con i quali produsse Everything You Ever Wanted to Know About Silence (2000) e Worship and Tribute (2002). Robinson ha inoltre lavorato con i The Cure per la produzione del loro album omonimo (2004) e con i From First to Last per l'album Heroine (2006).
Era chitarrista nella band thrash metal Détente, coi quali ha pubblicato l'album Recognize No Authority nel 1986.
Robinson è il proprietario della I Am Recording.

## Album prodotti
- The Crimson Idol - W.A.S.P. (1992)
- Korn - Korn (1994)
- Adrenaline (traccia 11) - Deftones (1995)
- Injected - Phunk Junkeez (1995)
- All Is Not Well - Manhole (1996)
- Roots - Sepultura (1996)
- Life Is Peachy - Korn (1996)
- Three Dollar Bill, Yall$ - Limp Bizkit (1997)
- Soulfly - Soulfly (1998)
- E-Lux - Human Waste Project (1998)
- Cold - Cold (1998)
- Hard to Swallow - Vanilla Ice (1998)
- The Burning Red - Machine Head (1999)
- Slipknot - Slipknot (1999)
- Amen - Amen (1999)
- Everything You Ever Wanted to Know About Silence - Glassjaw (2000)
- Relationship of Command - At the Drive-In (2000)
- We Have Come for Your Parents - Amen (2000)
- Strait Up - Snot (2000)
- Iowa - Slipknot (2001)
- Start with a Strong and Persistent Desire - Vex Red (2002)
- Concrete - Fear Factory (2002)
- Worship and Tribute - Glassjaw (2002)
- ...Burn, Piano Island, Burn - The Blood Brothers (2002)
- Join or Die - Amen (2003)
- The Cure - The Cure (2004)
- Team Sleep - Team Sleep (2005)
- The Unquestionable Truth (Part 1) - Limp Bizkit (2005)
- Heroine - From First to Last (2006)
- Redeemer - Norma Jean (2006)
- TBA - The Faint (2007)
- Wolves - Idiot Pilot (2007)
- Worse than a Fairy Tale - Drop Dead, Gorgeous (2007)
- Korn III: Remember Who You Are - Korn (2010)
- Persona - Inborn (2011)